# Alarik Lagergréen
Alarik Lorentz Alexander Lagergréen, född 17 februari 1869 i Anundsjö församling, Västernorrlands län, död 22 april 1951 i Stockholm, var en svensk väg- och vattenbyggnadsingenjör.
Lagergréen avlade mogenhetsexamen 1887 och utexaminerades från Kungliga Tekniska högskolan 1892. Han var anställd vid operabyggnaden i Stockholm samma år, vid Statens järnvägsbyggnader 1892–1894 och vid Övre norra väg- och vattenbyggnadsdistriktet 1894–1899, första ingenjör och föreståndare för Kristianstads gas-, vatten- och elektricitetsverk samt avloppsväsen från 1899 samt blev stadsingenjör i Kristianstads stad 1911 och i Karlskrona stad 1913.